# Église Saint-Aubin de Saint-Aubin-sur-Loire
L'église Saint-Aubin est une église catholique située sur la commune de Saint-Aubin-sur-Loire  dans le département de Saône-et-Loire, en France.

## Historique
L'édifice est classé au titre des monuments historiques en 2002.